# Abú Bakr al-Bagdádí
Ibrahim Awwád Ibrahim Alí al-Badrí (arabsky ابراهيم عواد ابراهيم علي البدري‎, znám především pod přezdívkou Abú Bakr al-Bagdádí – أبو بكر البغدادي‎ inspirovanou prvním chalífou islámu Abú Bakrem nebo také Ibrahim Awwád Ibrahim Alí al-Badrí al-Samarraí, Dr. Ibrahim a Abú Dua (أبو دعاء‎‎); 28. července 1971, Samarra – 26. října 2019, Bariša) byl vůdce irácké odnože al-Káidy, která se později transformovala na Islámský stát. Na jeho hlavu vypsaly Spojené státy americké odměnu deseti milionů dolarů.

## Velitel Islámského státu
Na sklonku dubna 2013 se al-Bagdádí přesunul do Sýrie, kde v tu dobu probíhala občanská válka. Dne 4. ledna 2014 Abú Bakr al-Bagdádí vyhlásil ve městě Fallúdža nový státní útvar, mezinárodně neuznávaný tzv. Islámský stát v Iráku a Levantě (ISIL či zkráceně Daeš). Část západního Iráku a východní Sýrie se následně dostala pod kontrolu jeho sil. Dne 29. června 2014 přeměnil ISIL na chalífát Islámský stát (IS) a prohlásil se za chalífu Ibráhíma.

### Zprávy o možném úmrtí
Na počátku října 2016 se objevila zpráva, že byl al-Bagdádí, spolu s třemi dalšími veliteli, otráven. Pachatelem měl být nájemný vrah, který pronikl do kuchyně v oblasti Al-Ba'aj v Iráku.
V březnu 2017 al-Bagdádí údajně opustil své velitele na bojišti v Mosulu a skryl se v poušti. Mělo se jednat o oblast v severozápadním Iráku u města Baadž. Podle iráckých a amerických tajných služeb mu šlo jen o vlastní přežití. Americké zdroje uvedly, že se Bagdádí poučil z dopadení Usámy bin Ládina a ke kontaktu používal více kurýrů. Také střídal místa pobytu a měnil auta.
Ruské ministerstvo obrany dne 16. června 2017 vydalo prohlášení, ve kterém tvrdí, že Abú Bakr al-Bagdádí mohl být zabit při náletu letounů Su-35 a Su-34 ruského letectva na jižní předměstí Rakky. Cílem tohoto náletu z 28. května bylo velitelské stanoviště, ve kterém se konala porada vůdců IS o ústupu svých ozbrojenců z Rakky tzv. jižním koridorem.

Dne 11. července 2017 oznámila Syrská observatoř pro lidská práva, že podle potvrzených informaci byl Bagdádí zabit na východě guvernorátu Dajr az-Zaur. Informaci údajně potvrdili také čelní představitelé ISIS. Nepodařilo se však zjistit datum jeho smrti. Kurdské a irácké úřady informaci o smrti Bagdádího nepotvrdily, stejně jako americké ministerstvo obrany. Na konci dubna 2019 se na veřejnosti objevila videonahrávka, v níž Bagdádí reaguje na nejnovější světové události a slibuje pomstít padlé válečníky Islámského státu.

### Smrt
27. října 2019 americký prezident Donald Trump potvrdil smrt vůdce teroristické organizace Islámský stát v syrské provincii Idlib. Americké speciální komando ho zabilo v domě ve vesnici Bariša, nacházející se asi 25 km severně od města Idlib a 5 km od tureckých hranic. Podle prezidentových slov použil Bagdádí v bezvýchodné situaci sebevražednou vestu. Přitom zabil i své tři nezletilé děti. Po zajištění zpravodajských informací speciální síly kompletně zničily objekt, v němž se Bagdádí skrýval se svou rodinou a spolubojovníky.